# 흐로드나주

흐로드나주의 위치

흐로드나주(벨라루스어: Гродзенская вобласць)는 벨라루스 서부에 위치한 주로 주도는 흐로드나이며 면적은 25,000km2, 인구는 1,123,500명(2006년 기준)이다.
동쪽으로는 민스크주, 남쪽으로는 브레스트주, 북서쪽으로는 비쳅스크주와 접하고 있고 서쪽으로는 폴란드, 북쪽으로는 리투아니아와 국경을 접한다.
폴란드인 비율이 높은 지역으로 주민의 20% 정도가 폴란드계이다.

## 상징

흐로드나주의 기
흐로드나주의 문장

## 같이 보기
- 폴란드 제2공화국